# Athena (film 2022)
Athena è un film del 2022 diretto da Romain Gavras.

## Trama
Abdel viene richiamato dalla prima linea dell'esercito e, fatto ritorno a casa, trova la sua famiglia distrutta dalla morte di suo fratello minore. Il ragazzo pare sia morto in circostanza poco chiare dopo un alterco con la polizia. Desideroso di vendicare il fratello defunto e con il fratello maggiore Moktar invischiato in attività criminali e il minore Karim implicato come leader nella rivolta, Abdel si ritrova a dover placare le crescenti tensioni, cosa che gli riesce con molta fatica. La situazione, però, si fa sempre più grave, fino a trasformare la loro comunità, il quartiere di Athena, una vera e propria fortezza sotto assedio, nonché il palco della tragedia della sua famiglia e di tante altre.

## Produzione
Le riprese si sono svolte a Évry-Courcouronnes.

## Promozione
Il primo teaser trailer del film è stato pubblicato il 30 giugno 2022, mentre il primo trailer esteso è stato distribuito il 24 agosto dello stesso anno.

## Distribuzione
La prima di Athena è avvenuta il 2 settembre 2022 in occasione della 79ª Mostra internazionale d'arte cinematografica di Venezia e il film è stato reso disponibile su Netflix il 23 dello stesso mese.

## Riconoscimenti
- 2022 - Mostra internazionale d'arte cinematografica
  - In concorso per il Leone d'oro al miglior film